# Tanjungagung (ort i Indonesien)
Tanjungagung är en ort i Indonesien.   Den ligger i provinsen Sumatera Selatan, i den västra delen av landet, 400 km nordväst om huvudstaden Jakarta. Tanjungagung ligger 129 meter över havet och antalet invånare är 53 117.
Terrängen runt Tanjungagung är platt åt nordost, men åt sydväst är den kuperad.Runt Tanjungagung är det ganska tätbefolkat, med 124 invånare per kvadratkilometer. Det finns inga andra samhällen i närheten. Omgivningarna runt Tanjungagung är en mosaik av jordbruksmark och naturlig växtlighet.